# 刑事偵緝檔案
《刑事偵緝檔案》（英語：Detective Investigation Files）是1995年播出的香港無綫電視製作的時裝劇，共20集，由陶大宇、郭可盈及梁榮忠領銜主演，並由蘇玉華、林漪娸、樓南光及陳啟泰聯合主演，監製潘嘉德。本不欲開展下一輯，後因收視高企位居當年年冠，同年9月正式開拍第二辑《刑事偵緝檔案II》，並於年底12月播出。

## 劇情概要
沙展勇(陶大宇)及探員義(梁榮忠)合作無間,成功偵破不少棘手案件,揭露了令人震驚的案情! 「毫無疑點的殉情案竟是一宗耐人尋味的謀殺案: 碎屍案原來案中有案,多宗勒索案主謀被殺,以為水落石出之際,兇手卻另有其人........
除了令人震慄的案情外,劇中人的感情發展亦迂 迴曲折。枝(蘇玉華)本是勇青梅竹馬的女友,但 她嫌貧愛富,離開勇後與義發生感情。勇與女記 者婕(郭可盈)查案時擦出愛火,但婕已有男友, 二人關係停滯不前。最後，勇、捷為了調查一宗綁架及殺夫案，朝夕相對，兩人感情有新突破........

## 演員表

### 將軍澳警署（刑事調查隊，CID）
| 演員   | 角色   | 關係／暱稱 |
| 谈泉庆 | 曾Sir  | 警司 雷肖鳳之上司 |
| 林漪娸 | 雷肖鳳 | Madam雷 警隊督察 丁守禮之妻 張大勇、李忠義、毛德芬、孟振球、陸國興之上司兼好友 |
| 陶大宇 | 張大勇 | 張Sir、勇哥、大勇、阿勇 警隊警長 高婕之男友 雷肖鳳之下屬兼好友 容金枝之男閨蜜兼青梅竹馬兼前男友 恆恆之乾爹 張百川之長子 江宇軒之情敵 李忠義丶毛德芬、孟振球、陸國興之上司兼好友 尾段獲推薦應考督察升級試 |
| 梁榮忠 | 李忠義 | 義仔 警隊探員 雷肖鳯、張大勇之下屬兼好友 鐘可兒之男友，於第5集分手 容金枝之男友，后為其夫 恆恆之繼父 鍾可兒之前男友 毛德芬、孟振球、陸國興之同事兼好友                                                   |
| 何嘉麗 | 毛德芬 | 芬女 警隊探員 雷肖鳳、張大勇下屬兼好友 孟振球之同事兼鬥氣冤家兼工作夥伴，經常因為要調查案件而與其偽裝成情侶，並在言談間與其關係曖昧 陸國興丶李忠義之同事兼好友                                           |
| 葉振聲 | 孟振球 | 孟波 警隊探員 雷肖鳳、張大勇下屬兼好友 毛德芬之同事兼鬥氣冤家兼工作夥伴，經常因為要調查案件而與其偽裝成情侶，並在言談間與其關係曖昧 陸國興丶李忠義之同事兼好友                                           |
| 黃文標 | 陸國興 | 阿陸 阿Luk 警隊探員 雷肖鳳、張大勇下屬兼好友 毛德芬、孟振球之同事兼好友並視對方為弟弟妹妹，多次試圖撮合二人但不成功 李忠義之同事兼好友                                                                   |
| 陳啟泰 | 江宇軒 | Kelvin 法醫官 高婕之前男友，於第11集因被其識穿與Ada偷情而分手 張大勇之情敵 |
| 汤俊明 | -      | 军装警員 |
| 简俊然 | -      | 军装警員 |
| 张俊华 | -      | 军装警員 |

### 張家
| 演員   | 角色   | 關係／暱稱          |
| 陶大宇 | 張大勇 | 參見警察            |
| 劉 丹  | 張百川 | 珠寶大王 張大勇之父 |

### 李家
| 演員   | 角色   | 關係／暱稱                                                               |
| 沙 鳳  | -      | 李忠義之祖母                                                             |
| 楓     | -      | 李忠義之母                                                               |
| 梁榮忠 | 李忠義 | 參見警察                                                                 |
| 蘇玉華 | 容金枝 | Gigi、阿枝 酒吧公關及女侍應 張大勇之前女友兼好友 容永恆之親母 李忠義之妻 |
| 馮瑞珍 | 姨 婆  | 恆恆之姨婆 容金枝之姨媽                                                  |
| 胡耀峰 | 容永恆 | 恆恆 容金枝之子 張大勇乾兒子                                             |

### 丁家
| 演員   | 角色   | 關係／暱稱                 |
| 樓南光 | 丁守禮 | 禮哥 雷肖鳳之夫 蝴蝶研究者 |
| 林漪娸 | 雷肖鳳 | Madam 參見警察             |

### 高家
| 演員   | 角色   | 關係／暱稱 |
| 蘇杏璇 | 朱秀娟 | 家庭主婦 高敏、高婕之母 簡志超之岳母 簡棠棠之外婆 早年喪夫，極反對高婕投考警隊或跟警察交往                                              |
|        | 高 航  | 警察 高敏、高婕之父 朱秀娟之夫 在銀行劫案中被劫匪槍殺殉職 已去世                                                                        |
| 陳美琪 | 高 敏  | 敏姐、大妹 退出乐坛的歌手，現为家庭主婦 簡志超之妻 簡棠棠之母 朱秀娟、高航之長女 高婕之姊 簡志遠之大嫂 喬楚之前女友                     |
| 郭可盈 | 高 婕  | Jessie(車匙)、細妹 「傳知周刊」記者 朱秀娟、高航之幼女 高敏之妹 簡棠棠之阿姨 張大勇之女友 李忠義、容金枝之好友 江宇軒之前未婚妻，後分手 |

### 简家
| 演員   | 角色   | 關係／暱稱                                                                                        |
| 駱應鈞 | 簡志超 | 簡志遠之兄 高敏之夫 簡棠棠之父 朱秀娟之女婿 高婕之姐夫 于第16集因認出喬楚而被殺                   |
| 陳嘉輝 | 簡志遠 | 簡志超之弟 高敏之叔仔 简棠棠之叔叔 與喬楚合謀綁架简棠棠 殺害喬楚之兇手 于第19集被捕               |
| 黃美棋 | 簡棠棠 | 簡志超、高敏之女 朱秀娟之外孫女 简志远之侄女 高婕之姨甥女 於第15集被簡志遠、喬楚绑架 于第19集获救 |
| 廖丽丽 | 阿 萍  | 简家工人                                                                                          |
| 沈寶思 | -      | 简家司機                                                                                          |

### 傳知周刊雜誌社
| 演員   | 角色   | 關係／暱稱 |
| 蔣志光 | 王維安 | 「傳知」周刊雜誌社之老闆 謝婉婷之夫，與謝婉婷是互惠互利的關係 藍恩美之情夫 鄧峰、斯約翰之情敵                                                                            |
| 麥翠嫻 | 謝婉婷 | Emily 「傳知」周刊雜誌社老闆娘 王維安之妻，與王維安是互惠互利的關係 鄧峰之前女友 斯約翰之情婦 藍恩美之情敵 杀害鄧峰、藍恩美、斯約翰之凶手 于第10集中枪后連人帶車坠崖身亡 |
| 郭德信 | 潘老總 | 「傳知」周刊總編輯 高婕之上司 |
| 郭可盈 | 高 婕  | 參見高家 |
| 唐葳娜 | Cat    | 記者 高婕之同事 |
| 游 飈  | -      | 杂志社职员 高婕之同事 |
| 王伟梁 | 阿 梁  | 杂志社职员 高婕之同事 |
| 陈彦行 | Joyce  | 杂志社职员 高婕之同事 |
| 谈宝珊 | -      | 杂志社职员 高婕之同事 |

### 其他演員
| 演員   | 角色       | 關係／暱稱                                         |
| 羅君左 | 胡經理     | Thomas 酒吧經理                                    |
| 郑 岚  | Ada        | 女法医官 江宇轩之前女友 于第11集與江宇軒發生一夜情 |
| 陈燕航 | -          | 酒吧职员                                           |
| 郭卓桦 | -          | 酒吧职员                                           |
| 顏仟汶 | -          | 酒吧职员                                           |
| 黃天鐸 | Stephen    | 容金枝之前男友                                     |
| 何穗莹 | 健身房女郎 | 被雷肖凤误以为与丁守礼有染                         |
| 张汉斌 | Peter      | -                                                  |
| 陈宝灵 | -          | 差馆饭堂职员                                       |
| 石 云  | -          | 看相佬(第12集)                                     |
| 寧 漢  | -          | 士多老闆                                           |

## 案件

#### 檔案一：殺人碎尸案中案（第1-3集）
案情：在兇案演場發現了被分屍的屍體，企業老闆方晉杰認得是太太李文芳。方晉傑有情婦Daisy，李文芳也有情夫周展華。後來再有命案發生，原來這次死者才是李文芳，那麼之前的死者又是誰？而兩命案的主謀又是誰？有甚麼關連？以及目的為何？
| 演員       | 角色   | 關係／暱稱                                                                                       |
| 李成昌     | 方晉   | 李文芳之夫 Daisy之情夫，最後反目 因欠債與妻子李文芳合謀騙保險金 錯手撞死陈彩玲之凶手 于第2集被捕 |
| 崔嘉寶     | 李文芳 | 護士（33歲） 方晉杰之妻 周展華之情婦 因欠債而與丈夫方晉杰合謀騙保險金 于第1集被Daisy刺杀身亡         |
| 梁詠琳     | Daisy  | 保險經紀 方晉杰之情婦、最後反目 杀害李文芳之凶手 嫁祸方晉杰杀害李文芳 于第3集被捕                    |
| 鄧梓峰     | 周展華 | 外科手術醫生 李文芳之同事及情夫                                                                  |
| 溫雙燕     | 麥太太 | 李文芳之鄰居 李文芳命案之目擊證人                                                                |
| 不知名演員 | 陈彩玲 | 职业女性（28岁） 全家已全体移民去外国 于第1集被方晉錯手撞死                                      |

#### 檔案二：天使的秘密（第3-6集）
案情：李忠義與警署飯堂的收銀員鍾可兒相戀，並約到西貢龍蝦灣放風箏，但途中竟遇上命案，死者為記者胡森，死因為中弩箭。後來胡森居住的大廈的管理員陳伯向警方稱自己看過鍾可兒後，就被毒殺了。到底兇手是誰？而背後又發生甚麼事？當一切不利指控都向著鍾可兒時，李忠義在公事和愛情兩方面會有什麼決擇？
| 演員   | 角色         | 關係／暱稱                                                                                                 |
| 梁舜燕 | 鍾潔兒之婆婆 | |
| 艾 威  | 鍾潔兒之夫   | 富商 鍾可兒之姊夫                                                                                          |
| 李桂英 | 鍾潔兒       | 越南華僑 鍾可兒之姊 曾因食了有副作用之藥物而生下畸形兒                                                     |
| 蔣文端 | 鍾可兒       | 警署飯堂之收銀員 越南華僑 鍾潔兒之妹 李忠義之前女友 利用李忠義 被胡森勒索 殺害胡森、陳伯之真兇 于第5集被捕 |
| 博 君  | 胡 森        | 祕聞記者 數次勒索鍾可兒、Angel 于第3集被鍾可兒用弩箭射死                                                   |
| 孫季卿 | 陳 伯        | 胡森居住之大廈管理員 于第4集被鍾可兒毒殺                                                                   |
| 黄凤   | Angel        | 舞女 因曾撞死过人而被胡森勒索 于第4集被车撞死                                                              |
| 蕭玉燕 | -            | Angel之好友                                                                                                |

#### 檔案三：蝴蝶杀人案（第6-10集）
案情：張大勇、李忠義、容金枝和恆恆在大嶼山參觀大佛時，容金枝的背囊被掉換，後來收到藍恩美的電話，要換回背囊，她把住址給了張大勇，誰知張大勇到達藍恩美家時，原來藍恩美已死去，並且是與John殉情。後來在藍恩美寄給鄧峰的信，根據地址去找，原來鄧峰早已埋葬。原來這些都是藍恩美的中學同學高婕所為，因為高婕懷疑藍恩美的死因，所以設局讓張大勇去查。藍恩美、John、鄧峰的死都很像與雜誌社的老闆王維安和其太太王謝婉婷有關。那麽張大勇、高婕等人能否查出他們的死因呢？
| 演員   | 角色   | 關係／暱稱                                                                          |
| 蔣志光 | 王維安 | 參見傳知周刊雜誌社                                                                  |
| 麥翠嫻 | 謝婉婷 | 參見傳知周刊雜誌社                                                                  |
| 張 延  | 藍恩美 | 阿May 藍恩智之姐 王維安之情婦 高婕之好友 因当小三于1年前被謝婉婷用領帶勒死          |
| 郭可盈 | 高 婕  | 藍恩美之好友 於第10集險被王謝婉婷殺害 参见高家                                      |
| 河國榮 | 斯約翰 | John 謝婉婷之情夫 王維安、鄧峰之情敵 于1年前被謝婉婷吊死于樹上                      |
| 馬德鐘 | 鄧 峰  | 丁守禮之旧同學 馮嬌之子 謝婉婷之前男友 王維安、John之情敵 于5年前因捉蝴蝶而墮崖身亡 |
| 馮素波 | 馮 嬌  | 鄧峰之母                                                                            |
| 鍾漢良 | 藍恩智 | 藍恩美之弟                                                                          |
| 蔡國慶 | 藍先生 | 藍恩美、藍恩智之父                                                                  |
| 梁雪湄 | 陳小姐 | 王維安之秘書                                                                        |

#### 檔案四：录影带的秘密（第12-14集）
案情：一直與妻子雷肖鳳關係惡劣的丁守禮，被舞女白媚誘騙發生關係後，被拍下影帶勒索，後來白薇被殺，丁守禮成了最大嫌疑犯。原來之前還有劉永富、何子明、程家希都有同樣遭遇，都被警方拘捕問話，但有不在場證明。白薇身上有四種不同方式造成的傷害，警方已拘捕造成三種傷口的三個疑兇，但都只是造成重傷，造成致命的第四個兇徒仍在通輯。
| 演員   | 角色    | 關係／暱稱 |
| 樓南光 | 丁守禮  | 参见丁家 被白媚勒索迷姦 嫌疑犯 |
| 梁建平 | 劉永富  | 劉太之夫 被白媚勒索迷姦 嫌疑犯 |
| 陳曉雲 | 劉 太   | 劉永富之妻 袭击白媚之凶手 于第14集被控伤人罪                                                                                         |
| 鄧英敏 | 何子明  | 何太之夫 龙虾大王 被白媚勒索迷姦 嫌疑犯                                                                                              |
| 曾慧雲 | 何 太   | 何子明之妻 袭击白媚之凶手 于第14集被控伤人罪                                                                                         |
| 劉江   | 程家希  | 程太之夫 医生 被白媚勒索迷姦 嫌疑犯                                                                                                  |
| 韓馬利 | 程 太   | 程家希之妻 袭击白媚之凶手 于第14集被控伤人罪                                                                                         |
| 郭政鴻 | 黃 強   | 白媚男友 杀害白媚之凶手 于第14集被捕                                                                                                 |
| 張慧儀 | 白 媚   | 過氣舞女 迷姦诱骗丁守禮、劉永富、何子明、程家希 于第12集先被劉太用刀刺伤,再被程太用针捅伤,后再被何太用枪射至重傷後，遭黃強以硬物擊斃 |
| 劉桂芳 | Pauline | 妈妈生 白媚之老板娘 |
| 蔡剑雪 | -       | 舞女 |
| 黄凯诗 | -       | 舞女 |
| 张诗韵 | -       | 舞女 |
| 薛純基 | 李先生  | 白媚之鄰居，曾目睹丁守禮與白媚爭執                                                                                                   |
| 何潔珊 | -       | 在程家希診所打工之護士 |
| 文潔雲 | -       | 媽媽生 |

#### 檔案五：真假绑架案（第15-20集）
案情：高敏丈夫簡志超一直懷疑女兒簡棠棠並非自己親生。高敏決定假綁架女兒，以試探簡志超是否真心。後來簡棠棠真的被綁架，簡志超被勒索三千萬，後來簡志超弟簡志遠勸其賣出印尼股份，得到三千萬贖簡棠棠，在交贖金過程中，簡志超遇害。另一方面，高敏前男友喬楚不斷向高敏說出簡棠棠的消息，最後把她引到西貢郊區。不久喬楚卻死在長洲的貨倉，留下了高敏的頭髮和耳環，而高敏也成了最大嫌疑犯。
| 演員   | 角色   | 關係／暱稱                                                                                           |
| 陳美琪 | 高 敏  | 參見高家                                                                                             |
| 黃美棋 | 簡棠棠 | 參見简家                                                                                             |
| 駱應鈞 | 簡志超 | 參見简家                                                                                             |
| 陳嘉輝 | 簡志遠 | 參見简家                                                                                             |
| 夏韶聲 | 喬 楚  | 高敏前男友 與簡志遠合謀綁架棠棠 於第16集被簡志超認出而殺害其 于第18集被簡志遠殺人滅口                |
| 古明華 | 董 輝  | 地盤工人 患有精神病 因死去其妻和女兒而憎恨簡志超 於第15集毁壞簡志超的車 於第17集被警方懷疑殺死簡志超 |
| 吳列華 | 郭安妮 | Annie 簡志遠之女友                                                                                   |

## 收視
以下為該劇於香港無綫電視翡翠台之收視紀錄：
| 週次 | 集數  | 日期                  | 平均收視            | 收視百分比 |
| ---- | ----- | --------------------- | ------------------- | ---------- |
| 1    | 1-5   | 1995年3月13日-3月17日 | 30點（162.8萬觀眾） | 79%        |
| 2    | 6-10  | 1995年3月20日-3月24日 | 30點（167.6萬觀眾） | 78%        |
| 3    | 11-15 | 1995年3月27日-3月31日 | 32點（178.1萬觀眾） | 81%        |
| 4    | 16-20 | 1995年4月3日-4月7日   | 34點（約187萬觀眾） |            |

## 影碟發行
以下影碟發行由電視廣播(國際)有限公司授權：
香港發行代理商現代音像(國際)有限公司於2002年推出發行了《刑事偵緝檔案》VCD影碟零售版本，此影碟將已播放的集數並製作成13隻碟版本，每隻碟跟電視劇的每集片長約60分鐘一樣，設有粵語及國語發音版本並配上繁體中文字幕。

## 外部連結
- 無綫電視官方網頁 - 刑事偵緝檔案

## 電視節目的變遷
| 香港無綫電視翡翠台 星期一至五 21:00-22:00 時段 | 香港無綫電視翡翠台 星期一至五 21:00-22:00 時段 | 香港無綫電視翡翠台 星期一至五 21:00-22:00 時段 |
| ---------------------------------------------- | ---------------------------------------------- | ---------------------------------------------- |
|                                                | 刑事偵緝檔案 (1995.03.13 - 1995.04.07)         |                                                |
| 邊緣故事 (1995.02.13 - 1995.03.10)             | 南拳北腿 (1995.04.10 - 1995.05.05)             |                                                |

| 香港無線電視翡翠台 深夜劇集時段 逢星期一至五00:15-01:15 | 香港無線電視翡翠台 深夜劇集時段 逢星期一至五00:15-01:15 | 香港無線電視翡翠台 深夜劇集時段 逢星期一至五00:15-01:15 |
| ------------------------------------------------------- | ------------------------------------------------------- | ------------------------------------------------------- |
|                                                         | 刑事偵緝檔案 （2005.09.08－2005.10.05）                 |                                                         |
| 尋秦記 （2005.07.14－2005.09.07）                       | 刑事偵緝檔案II （2005.10.06－2005.12.01）               |                                                         |

| 中国 湖南衛視 星期一至五 12:00 - 16:00 （播報多看點、開心劇場時段） | 中国 湖南衛視 星期一至五 12:00 - 16:00 （播報多看點、開心劇場時段） | 中国 湖南衛視 星期一至五 12:00 - 16:00 （播報多看點、開心劇場時段） |
| ------------------------------------------------------------------- | ------------------------------------------------------------------- | ------------------------------------------------------------------- |
|                                                                     | 刑事偵緝檔案 （2006.11.16 - 2006.12）                               |                                                                     |
| -                                                                   | -                                                                   |                                                                     |

| 香港 無綫電視翡翠台 午夜劇集時段 每晚 23:50 - 00:55 | 香港 無綫電視翡翠台 午夜劇集時段 每晚 23:50 - 00:55 | 香港 無綫電視翡翠台 午夜劇集時段 每晚 23:50 - 00:55 |
| --------------------------------------------------- | --------------------------------------------------- | --------------------------------------------------- |
|                                                     | 刑事偵緝檔案 （2018.03.23 - 2018.04.11）            |                                                     |
| 流氓大亨 （2018.02.21 - 2018.03.22）                | 刑事偵緝檔案II （2018.04.12 - 2018.05.21）          |                                                     |